# 徐安行
徐安行（1408年—？），字允端，浙江溫州府永嘉縣人，民籍，明朝政治人物。

## 生平
景泰元年（1450年）庚午科應天鄉試第五十二名舉人，二年（1451年）中式辛未科會試第一百四十名，三甲第十名進士。

## 家族
曾祖徐世輔；祖父徐公偉；父徐仕儼。